# Stax Records

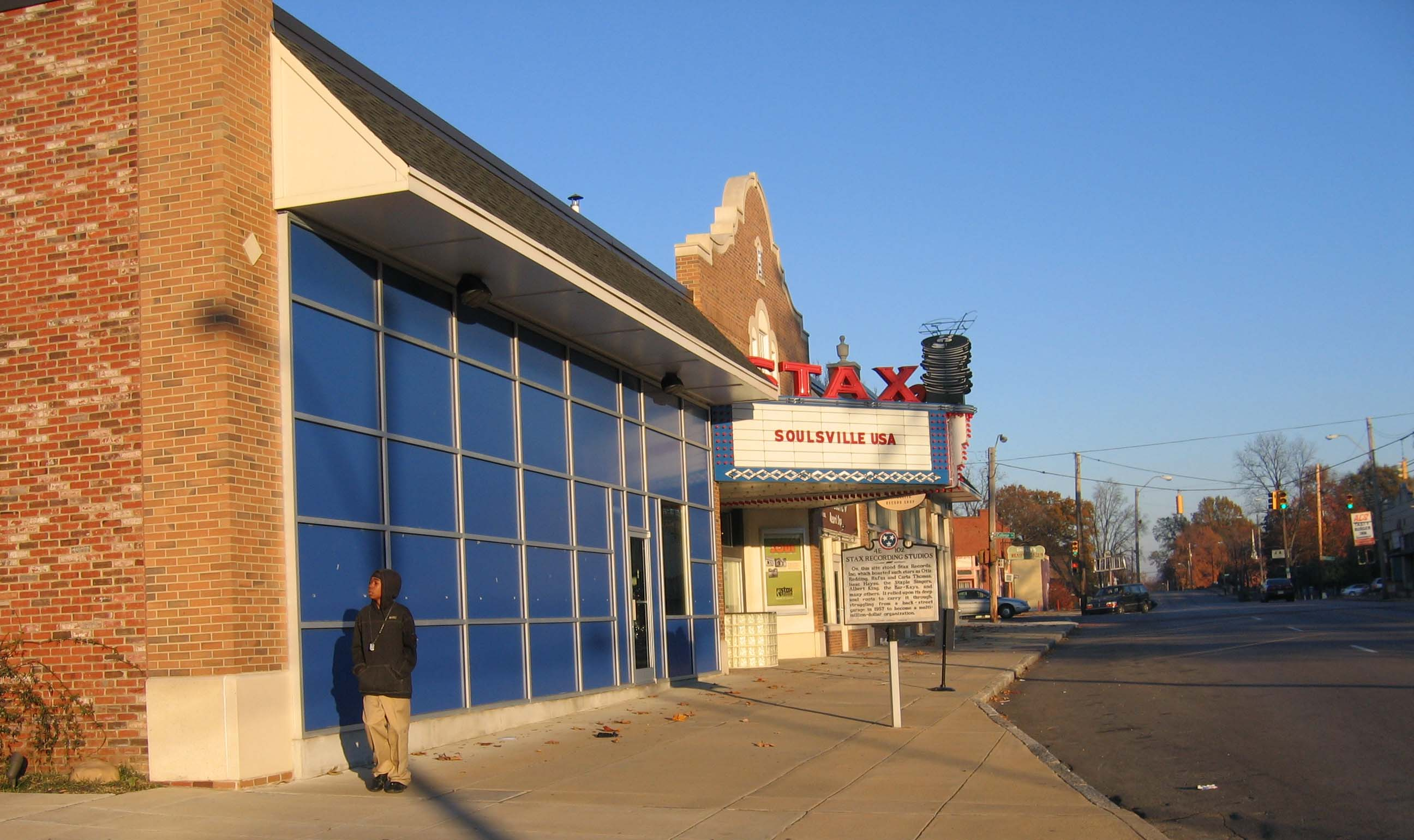
Stax-Aufnahmestudios, seit 2003: Stax Museum of American Soul Music

Stax Records ist ein US-amerikanisches Independent-Label in Memphis (Tennessee), das in den 1960er und 1970er Jahren Trends für die Entstehung der Soulmusik setzte (neben Motown in Detroit) und durch konsistente Studioproduktionen für die Entwicklung des „Memphis-Soul“ gesorgt hat.

## Geschichte

### Gründung
Die Labelgründer waren der weiße Bankangestellte und Hobby-Country-Fiddler Jim Stewart sowie dessen Schwester Estelle Axton, die im Dezember 1957 mit einem Hypothekendarlehen von US-Dollar 2.500 das Plattenlabel Satellite Records gründeten. Die Konkurrenz in Memphis war vergleichsweise groß: Sun Records hatten den Zenit des Erfolges erreicht, Hi Records versuchte Marktanteile dazuzugewinnen, die kleinen Echo-Tonstudios von Stan Kesler waren bereits etabliert und Goldwax Records begann 1964 mit der Arbeit. Memphis hatte sich mittlerweile zu einem Zentrum für viele Tonstudios und Plattenlabels entwickelt. Die weißen Inhaber und Produzenten konzentrierten sich auf unbekannte schwarze Interpreten im weitgehend segregierten Memphis. Die Musiker der Sessionbands waren hingegen, wie allgemein üblich, „rassisch“ gemischt.

### Katalog
Als erste Platte im Katalog mit Satellite #100 erschien im Januar 1958 mit dem lokalen Countrysänger Fred Byler die in einer Garage aufgenommene Single Blue Roses / Give Me Your Love, deren A-Seite der einzige jemals von Stewart komponierte Titel bleiben sollte. Es folgte das von Chips Moman komponierte Destiny von Charles Heinz (#101), das im August 1960 erschien und ebenfalls noch keinen Erfolg erzielte. Das Label hatte zunächst lediglich regionale Bedeutung und erwirtschaftete deshalb nur geringe Umsätze in der Umgebung, bis im Oktober 1960 Jerry Wexler von Atlantic Records aufmerksam wurde.

Charles Heinz – Destiny
Carla and Rufus – Cause I Love You
Carla Thomas – Gee Whiz
Mar-Keys – Last Night

Grund war Cause I Love You (Satellite #102), ein im August 1960 erschienenes Duett von Rufus & Carla Thomas (Vater und Tochter), das regional etwa 15.000 Exemplare umgesetzt hatte; eine im neuen Tonstudio, dem ehemaligen Capitol-Filmtheater in der East McLemore Avenue, einer überwiegend schwarzen Nachbarschaft, entstandene Aufnahme außerhalb der gewerkschaftlichen Mindestlöhne mit Booker T. Jones am Baritonsaxophon, Rufus’ Sohn Marvell Thomas (Piano) und Wilbur Steinberg (Bass). Atlantic Records schloss mit Satellite einen Vertriebsvertrag, der einen nationalen Vertrieb sicherte. Der Titel wurde auf dem für Popmusik zuständigen Atlantic-Tochterlabel ATCO (#6177) erneut im September 1960 veröffentlicht, sein nationaler Vertrieb erbrachte nochmals 35.000 Stück Umsatz; das genügte dennoch nicht für eine Hitparadennotiz. Auch die Nachfolgesingle Gee Whiz (Look At His Eyes) von Carla Thomas als Solistin war im August 1960 im neuen Tonstudio entstanden und als Satellite #104 im November 1960 auf den Markt gekommen. Am 21. Januar 1961 wurde sie unter Atlantic #2086 veröffentlicht und kletterte bis auf Rang fünf der R&B-Charts und 10 der Popcharts mit einem Plattenumsatz von 500.000 Exemplaren.
Durch den Vertriebsvertrag erhielt Stax die Verkaufseinnahmen früher und damit die dringend benötigte Liquidität. Stax hatte die Kosten bis zur Fertigstellung des Mastertapes zu tragen, danach übernahm Atlantic die Herstellungs-, Werbe- und Vertriebskosten. Jerry Wexler griff künstlerisch meist nicht ein, „die durften tun, was sie wollten“. Auf Satellite #107 erschienen im Juni 1961 die Mar-Keys mit dem Instrumentaltitel Last Night (aufgenommen im September 1960). Mit diesem 12-taktigen Blues auf Twist-Basis und der charakteristischen Melodieführung einer Farfisa-Orgel gelangten sie bis auf Rang zwei der R&B-Charts und Rang drei der Pophitparade. Dieser instrumentale Millionenseller aus Memphis bildete mit der Besetzung Wayne Jackson (Trompete/Posaune), Charles „Packy“ Axton (Tenorsaxophon, Sohn der Labelinhaberin Estelle Axton), Don Nix (Baritonsaxophon), Terry Johnson (Piano), Jerry Lee „Smoochie“ Smith (Piano/Orgel), Steve Cropper (Gitarre), Donald ‘Duck’ Dunn (Bass) und Jerry Johnson (Schlagzeug) den Kern der späteren Sessionband in den Stax-Studios.

Booker T. & the MG’s – Green Onions

Mit Satellite #111 wurde im Oktober 1961 die letzte Platte als Satellite Records vermarktet, bevor das Label in Stax Records umbenannt wurde. Der Firmenname setzt sich aus den Anfangsbuchstaben der Nachnamen Stewart und Axton zusammen zur Vermeidung von Verwechslungen mit einem gleichnamigen Plattenlabel in Los Angeles. Stewart, der noch nie mit schwarzer Musik in Berührung gekommen war, hatte nunmehr einen eigenständigen Musikstil gefunden. Die ersten Sessionmusiker und Komponisten (Booker T. Jones, Chips Moman (Gitarre) und David Porter) kamen aus der unmittelbaren Nachbarschaft des Studios. Einen großen Anteil an der Anziehungskraft von Stax für junge Musiker aus der Nachbarschaft hatte der Plattenladen, den Estelle Axton im Eingangsbereich des ehemaligen Kinos eröffnete, und der schnell zum einen zum Treffpunkt der lokalen Jugendlichen wurde, zum anderen aber dem Label ermöglichte, schnell auf die neuesten Trends zu reagieren.
Eine weitere Studioband rekrutierte sich aus den Mar-Keys (Booker T. Jones, Steve Cropper) sowie Lewis Steinberg (Bass 1962–64) und Al Jackson (Schlagzeug). Auch sie versuchte den Erfolg mit einer Instrumentalaufnahme, nämlich unter dem Namen Booker T. & the M.G.’s mit dem Titel Green Onions (Stax #127). Auch dieser mit Stakkato-Gitarrenspiel von Cropper und einem markanten Orgelriff in F-Moll versehene Song entwickelte sich nach Veröffentlichung im Juli 1961 zum Millionenseller. Die Instrumentalgruppe trug mit ihrem funkigen Sound erheblich zur Imagebildung des Stax-Sounds und mit ihren vielen Instrumentaltiteln zum Label-Katalog bei. Die Band entwickelte sich zu einer der wenigen Sessionbands, die eigenständige Erfolge als Instrumentalgruppe aufweisen konnten.

Otis Redding – (Sittin’ on) The Dock of the Bay

Im Oktober 1962 begleitete Booker T. Jones und seine M.G.’s (Abkürzung für Memphis Group) Otis Redding bei seinen ersten Aufnahmen zu Hey Hey Baby und These Arms of Mine, letzterer Titel gelangte bis auf Rang 20 der Rhythm-&-Blues-Hitparade. Seinen ersten Auftritt im Apollo hatte Redding bereits am 16. November 1963, ohne einen großen Hit in den Charts vorweisen zu können. Als Studioband hatten sich für Redding inzwischen Wayne Jackson (Trompete), Charles Axton (Tenorsaxophon), Floyd Newman (Baritonsaxophon), Booker T. Jones (Orgel/Piano), Johnny Jenkins (Gitarre), Donald „Duck“ Dunn (Bassgitarre) und Al Jackson (Schlagzeug) herauskristallisiert. Aus der Session vom 28. Dezember 1964 resultierten Mr. Pitiful / That’s How Strong My Love Is, die nach Veröffentlichung im Februar 1965 mit einem Rang 10 der R&B-Charts Reddings bisher beste Platzierung war. Vorerst größter Hit wurde die Soul-Ballade I’ve Been Loving You Too Long, entstanden am 19. April 1965.
Redding trat zwischen dem 8. und 10. April 1966 im „Whisky A Go Go“ in Los Angeles auf, eine Vielzahl der hier präsentierten Titel war später auf Platte – nach Abmischung in den Stax-Studios – erschienen. Seine produktivste Session stammt vom 13. September 1966, als 13 Titel eingespielt wurden. Im März 1967 folgte ein Auftritt im Pariser „Olympia“ sowie im Londoner „Astoria Theatre“. Am 17. Juni 1967 trat er beim Monterey Pop Festival auf. Seine vorletzte Studiosession stammt vom 6. Dezember 1967, als zehn Titel verewigt wurden. Am darauf folgenden 7. Dezember 1967 entstand noch das von Steve Cropper produzierte (Sittin’ on the) Dock of the Bay, garniert mit Wellenrauschen und Möwenklängen. Ein herber Verlust war der Tod von Otis Redding und dessen Begleitgruppe The Bar-Kays, die am 10. Dezember 1967 durch einen Flugzeugabsturz ums Leben kamen. Die postume Veröffentlichung von Dock of the Bay am 8. Januar 1968 erbrachte mit einem ersten Platz in der R&B- und Pophitparade einen weltweiten Millionenseller. Reddings Schwerpunkt seiner Eigenkompositionen waren gefühlvolle Soul-Balladen, schnelle Songs wie Respect (9. Juli 1965) hingegen die Ausnahme.

### Memphis-Soul
Nachdem Atlantic es nicht gelungen war, den jähzornigen Wilson Pickett in New York erfolgreich zu produzieren, ging Wexler mit ihm in die Stax-Studios. In the Midnight Hour (aufgenommen am 12. Mai 1965) erhielt einen Schlagzeugrhythmus, der die zweite und vierte Note betonte und nicht wie üblich die erste und dritte und verkaufte 300.000 Exemplare. Picketts drei Aufnahmesessions für Stax erbrachten lediglich eine albumfüllende Anzahl von Titeln mit annähernd identischer Besetzung, darunter aber Hits wie Don’t Fight It (12. Mai 1965), Ninety-Nine And A Half Won’t Do oder 634-5789 (Soulsville U.S.A.) vom 20. Dezember 1965. Midnight Hour erreichte den ersten Rang der R&B-Charts, 634-5789 blieb sogar sieben Wochen auf dem höchsten Platz.
Alle Titel, produziert von Jerry Wexler und begleitet von Booker T. and the MG´s plus den Memphis Horns waren zugleich auch mittelmäßige Crossover-Hits. Danach wechselte Pickett zu den FAME Studios, weil Jim Stewart im Dezember 1965 keine Fremdproduktionen für Atlantic Records mehr zuließ, um nicht die Sessionbands überzustrapazieren. Im Juni 1965 kam Don Covay in die Studios, dessen Kompositionen durch andere Künstler zu Hits wurden (See-Saw für Aretha Franklin, Sookie Sookie für Steppenwolf).

Eddie Floyd – Knock on wood
Sam & Dave – Hold on I’m comin’
Isaac Hayes – Theme from Shaft
Staple Singers – I’ll take you there

Eddie Floyd – zusammen mit Steve Cropper als Komponisten für viele Stax-Titel verantwortlich – kam auf die Idee zum Aberglauben schürenden Titel Knock on Wood, den er selbst sang. Der Streit um das Erfolgspotenzial des Songs wurde kurz nach dem Aufnahmetag 13. Juli 1966 beigelegt, und nach seiner Veröffentlichung noch im selben Monat wurden 735.000 Exemplare umgesetzt; es war erst der dritte Tophit von Stax in den R&B-Charts.
1966 stieß Bluesveteran Albert King mit seiner Gibson-Flying-V-Gitarre zum Label, in über einjähriger Produktionszeit (März 1966 bis Juni 1967) entstand mit dem Blues-Gitarristen und -Sänger das im August 1967 erschienene Album Born Under a Bad Sign. Sein typischer Bluesstil wurde hier mit der Bläsersektion an den Memphis-Sound angepasst, überzeugte auf dem Plattenmarkt und in den Hitparaden jedoch nicht.
Das Duo Sam Moore und Dave Prater hatte für Roulette Records seit 1962 einige erfolglose Singles herausgebracht, bevor Jerry Wexler es im Januar 1965 zu Stax brachte. Erste Single als Duo war dort A Place Nobody Can Find / Good Night Baby vom März 1965, von der jedoch keine Notiz genommen wurde. Ein achtbarer Anfangserfolg gelang mit dem am 8. März 1966 aufgenommenen Hold On, I’m Comin’. Ihr größter Hit war eine der Hymnen der Soulmusik, das am 10. August 1967 entstandene und im September 1967 erschienene Soul Man. Wie beinahe alle Sam & Dave-Titel stammte es aus der Feder von Isaac Hayes und Dave Porter, die sich mittlerweile zu Hauskomponisten das Stax-Labels etabliert hatten. Im November 1967 avancierte der Song zum Millionenseller, erhielt den Grammy-Award als beste R&B-Interpretation des Jahres und war die bislang erfolgreichste Stax-Single. Der Text handelte von den Rassenunruhen in Detroit, bei denen es zu Brandstiftungen kam. Viele Afro-Amerikaner markierten ihren Besitz mit dem Wort „Soul“, um ihn vor Brandstiftung zu schützen. Der stark synkopierte Titel beschreibt somit eine der ersten rassischen Selbstidentifikationen. Sam & Dave waren, entgegen der Annahme von Jim Stewart, immer bei Atlantic unter Vertrag und an Stax nur ausgeliehen. Nach Ende des Vertriebsvertrages zwischen Atlantic Records und Stax mussten sie wieder zurück zu Atlantic, wo ihre Karriere versandete. Die Trennung von den Stax-Komponisten Hayes und Porter sowie von der Stax-Sessionband brachte ihren Erfolg zum Erliegen. Im Juni 1970 folgte dann mit der ersten von vielen Trennungen beider Künstler der endgültige Abschied.
Den vorerst größten Umsatzerfolg für Stax brachte der seit Januar 1966 zum Label gehörende Johnnie Taylor, als er im Oktober 1968 das von Don Davis produzierte Who’s Making Love (Rang 1 R&B, Rang 4 Pop) herausbrachte. Der typische Memphis-Soul verkaufte bis zum Jahresende 1968 insgesamt 850.000 Exemplare und brachte es letztlich auf einen Umsatz von zwei Millionen Exemplaren. Sein noch größerer Hit Disco Lady kam allerdings wegen des Konkurses von Stax Records bereits durch Columbia Records auf den Markt.
Nach der Trennung von Atlantic und dem Verkauf von Stax an Capitol Records musste Stewart feststellen, dass laut dem Vertrag mit Wexler, den er nie richtig gelesen hatte, alle bisherigen Aufnahmen und Masterbänder Eigentum von Atlantic wurden. Stax stand plötzlich ohne Katalog da. In einer ungeheuren Anstrengung und mit Hilfe des neu verpflichteten schwarzen Managers Al Bell gelang es, in Rekordzeit ein neues Repertoire zu erarbeiten. Inzwischen war der im Hintergrund als Komponist für Stax arbeitende Isaac Hayes zum Interpreten aufgestiegen. Sein größter Erfolg war zweifellos die von ihm verfasste Titelmelodie zum schwarzen Gangstermovie Shaft, das am 25. Juni 1971 in die US-Kinos kam. Der gleichnamige Hit wurde am 29. September 1971 auf den Markt gebracht. In den USA setzte er 1,5 Millionen Exemplare um, in Großbritannien gingen 250.000 Platten über die Ladentheke. Er gewann einen Oscar für den besten Filmsong, einen Grammy für das beste Instrumental-Arrangement sowie einen Grammy als bestaufgenommene Platte des Jahres 1971. Das zuvor im August 1971 erschienene gleichnamige Album war der ebenfalls von Hayes komponierte und produzierte Film-Soundtrack und wurde zum am schnellsten verkauften Album der Stax-Geschichte, das bis November 1971 Millionensellerstatus erlangte. Das zuvor zwischen Juni und Juli 1969 entstandene Hayes-Album Hot Buttered Soul brachte es ebenfalls zum Millionensellerstatus und enthielt lange Versionen von Popsongs als Fusion verschiedener Musikstile, wurde jedoch in den Ardent-Studios von Memphis aufgenommen.
Zu jener Zeit brachten The Staple Singers weitere Hits für Stax heraus. Der Familienchor um Pops Staples veröffentlichte bereits seit Dezember 1953 Platten, ihr erster großer Hit für Stax war im Dezember 1970 Heavy Makes You Happy, eine Komposition von Jeff Barry und Bobby Bloom, bei der Konkurrenz in Muscle Shoals (Fame Recording Studios) aufgenommen (die Vokalaufnahmen wurden in den Ardent-Studios von Memphis darübergelegt) und über eine Million Mal verkauft. Es folgte im September 1971 Respect Yourself, ein weiterer Millionenseller. Ihr größter Hit I’ll Take You There erbrachte nach seiner Veröffentlichung im März 1972 einen Plattenumsatz von zwei Millionen und entstand ebenfalls in den Fame-Studios, zusammen mit der LP Bealtitude: Respect Yourself.

### Wechselndes Schicksal des Labels
Nachdem im März 1968 das Stax-Label an Gulf & Western verkauft worden war, endete am 6. Mai 1968 der Vertriebsvertrag mit Atlantic Records. Im Juli 1970 kaufte Gründer Jim Stewart zusammen mit Al Bell das Label zurück, das danach wieder als Independent-Label am Markt blieb, im Oktober 1972 kaufte Bell die Anteile von Stewart und ließ den Vertrieb von CBS organisieren. CBS gewährte Stax für weitere Expansionspläne einen Kredit über 6 Millionen Dollar.
Am 20. August 1972 veranstaltete Stax Records im Los Angeles Memorial Coliseum das Wattstax-Musikfestival, um der Unruhen im Stadtteil Watts sieben Jahre zuvor zu gedenken. Neben den Auftritten der Stars von Stax Records wurden auch politische Ansprachen, unter anderem vom Bürgerrechtler Jesse Jackson, gehalten. Es wurden mehrere Alben mit der Musik des Festivals sowie ein Film veröffentlicht.
Wegen rückläufiger Umsätze, Kürzungen der Vertriebstantiemen durch den Partner CBS und einer Reihe von Prozessen kam es im Januar 1975 zur finanziellen Krise, am 19. Dezember 1975 meldete Stax Konkurs an (erzwungener Konkurs). Die Mastertapes wurden am 26. Januar 1977 mit 1,3 Millionen Dollar weit unter ihrem Wert versteigert, Fantasy Records kaufte im Juni 1977 den Stax-Katalog seit 1968 (bis 1968 erschienene Platten befanden sich im Eigentum von Atlantic).
Das 1989 abgerissene Studio in der McLemore Avenue wurde im Mai 2003 als Museum an derselben Stelle wieder aufgebaut.
Nachdem Concord Records wiederum Fantasy Records im November 2004 für 83 Millionen Dollar erworben hatte, wurde Stax im Dezember 2006 reaktiviert – rechtzeitig vor dem 50-jährigen Bestehen des Labels im Jahr 2007. Am 13. März 2007 erschien dann die Jubiläums-CD-Box mit 50 Hits einer längst vergangenen Stax-Ära. Zu den neuen Künstlern des legendären Labels gehören die Nu-Soul-Sängerin Angie Stone und die Soul-Funk-Formation Soulive.

## Tochterlabels
Stax gründete eine Vielzahl von Tochterlabels wie Volt, Enterprise, Chalice, Hip oder Safice. Sie hatten die Aufgabe, speziell das Repertoire für einzelne Künstler herauszubringen. So wurde Otis Redding ausschließlich auf Volt vertrieben und Isaac Hayes auf Enterprise.

## Stax-Sound
Bereits Anfang 1960 wurden labeleigene Tonstudios in dem umgebauten Kino des Capitol Theater auf der 926 East McLemore Street mit einem weiteren Hypothekenkredit von 4000 US-Dollar errichtet. Hierin war noch Platz für einen Plattenladen, der vom Musikmagazin Billboard als Berichtsladen für die wöchentlichen Plattenumsätze zwecks Zusammenstellung der Rhythm-&-Blues-Hitparade ausgewählt wurde. Gitarrist Lincoln Wayne „Chips“ Moman fungierte hier zunächst ab 1959 als Toningenieur, ein Jahr später ab Gee Whiz als Produzent. Wegen Streitigkeiten über Tantiemen verließ er mit einer Abfindung von US-Dollar 3.000 Stax Records bereits im Jahr 1962. Cropper ersetzte ihn als Produzent und Komponist. Kreative Führungspersonen waren ab 1962 der Autor und Produzent Isaac Hayes mit seinem Partner David Porter.
Auch wenn die in den Stax-Studios aufgenommenen Titel weitgehende Heterogenität aufwiesen, so bestanden durchaus einige Gemeinsamkeiten, die allgemein als Stax-Sound zusammengefasst werden. Das war ein einfach gehaltener, ursprünglicher Sound mit einem orgelähnlichen Einsatz der Bläsersektionen. Damit wich die Instrumentation vom Blues ab. Der Gesang orientierte sich an der Gospeltradition; auf nachträgliches Abmischen wurde meist ganz verzichtet. Eine weitere Komponente des so genannten Stax-Sounds war der Nachhall-Effekt, der mit dem Volumen des Kino-Zuschauerraums zusammenhing. Um die auch als Sessionband fungierenden Booker T. & The MG’s rekrutierten sich die Memphis Horns, und diese Formation sorgte für eine konstante Instrumentation. Die meisten Produktionen kamen nicht auf der Grundlage ausgearbeiteter Arrangements zustande, sondern waren spontane Sessions, so genannte „head arrangements“.
Inspirierend wirkte die entspannt-kreative Atmosphäre der Stax-Studios auf einige weiße Interpreten, die hier aufnahmen. Ihre Variante wird Blue-Eyed Soul genannt. Die hier in seiner Stadt des ersten Erfolges aufgenommenen Titel von Elvis Presley zeigen die Variationsbreite seiner stimmlichen Fähigkeiten, wenngleich sie nicht zu Hits geworden sind. Presley kam 1973 für Plattenaufnahmen zu Stax, wobei insgesamt zwölf Titel verewigt wurden. Am 21. Juli 1973 entstand Take Good Care of Her, es folgten I’ve Got a Thing About You Baby (22. Juli 1973), I Got A Feelin’ in My Body und Promised Land (10. Dezember 1973), My Boy, Loving Arms und Good Time Charlie’s Got the Blues (13. Dezember 1973), Talk About the Good Times (14. Dezember 1973), It’s Midnight (15. Dezember 1973) sowie If that Isn’t Love, She Wears My Ring und Spanish Eyes (16. Dezember 1973). Diese Aufnahmen befinden sich auf den LPs Raised on Rock (veröffentlicht im Oktober 1973) und Good Times (März 1974).

## Statistik
Zwischen 1959 und 1975 veröffentlichte das Label über 800 Singles und 300 Alben. Seine Interpreten sammelten acht Grammy-Preise. Von den 237 Singles, die Stax Records in die Hitparaden brachte, erreichten 15 die Nummer eins. Selbst im Jahr der großen Beatles-Erfolge und Tamla-Motown-Hits, 1964, brachte Stax 32 Singles heraus, jedoch ohne großen Erfolg. Motown hatte seine enormen Umsatzerfolge mit schwarzen Interpreten durch massenhafte Crossover-Hits, die auf dem weißen Plattenmarkt größere Umsätze erzielen konnten; Stax gelangen diese Crossovers nur sehr selten. Auch im Vergleich zu den anderen Plattenlabels mit überwiegend oder ausschließlich afroamerikanischen Interpreten wie Atlantic Records, Chess Records oder Vee-Jay Records schnitt Stax mit geringerem Erfolg beim Airplay und teilweise deutlich geringeren Plattenumsätzen ab, obwohl Stax im Oktober 1965 mit Al Bell eigens einen Vertriebsdirektor engagiert hatte. Die hauptsächlichen Plattenumsätze wurden im Süden erreicht, nicht in den Metropolen New York oder Los Angeles. Rob Bowman führt dies teilweise auf den stärker hörbaren, gospelorientierten und ursprünglichen Sound der meisten Stax-Platten zurück.

## Filme
- Wattstax. Konzertfilm, USA, 1973, 99 Min., Buch und Regie: Mel Stuart, Kinostart: 15. Februar 1973, Inhaltsangabe von arte, (Memento vom 18. April 2013 im Webarchiv archive.today).
- Only The Strong Survive. Dokumentarfilm, USA, 2002, 95 Min., Buch und Regie: Chris Hegedus, D.A. Pennebaker, Kinostart: 11. Mai 2003 (USA), Only The Strong Survive bei IMDb.
- Soulsville. Dokumentarfilm, USA, 2003, 155 Min., Regie: Bob Sarles, Produktion: Ravin' Films, Stax Museum of American Soul Music, DVD-Veröffentlichung: 28. April 2003 (USA), Soulsville bei IMDb.
- Respect yourself: The Stax Records Story. Dokumentarfilm, USA, 2007, 114 Min., Buch: Morgan Neville, Robert Gordon, Mark Crosby, Regie: Robert Gordon, Morgan Neville, Produktion: PBS, Erstsendung: 1. August 2007 bei PBS, Inhaltsangabe, 4 S., (Memento vom 25. April 2008 im Internet Archive). (2 DVDs, Universal Music – 0888072702998.)
- Memphis youth carry on the legacy of Stax Records soul music. Dokumentarfilm, USA, 2018, 6:01 Min., Buch und Regie: N.N., Produktion: PBS, Reihe: NewsHour Weekend, Erstsendung: 7. Juli 2018 bei PBS, Inhaltsangabe und online-Video von PBS.
- Stax Records – Wo der Soul zu Hause ist. (OT: Stax, le label soul légendaire.) Dokumentarfilm, Frankreich, 2019, 52:42 Min., Buch: Lionel Baillon, Taleesa Herman, Clémence de la Robertie, Regie: Stéphane Carrel, Lionel Baillon, Produktion: arte France, Flair Production, Universal Music France, Erstsendung: 26. Juli 2019 bei arte, Inhaltsangabe von ARD, online-Video aufrufbar bis zum 24. September 2019.
- STAX: SOULSVILLE U.S.A. HBO-Miniserie, USA, 2014, Autor/Co-Produzent: Rob Bowman.[22]